# Högsjön (Bergums socken, Västergötland)
Högsjön är en sjö i Göteborgs kommun i Västergötland och ingår i Göta älvs huvudavrinningsområde. Sjön är 9,5 meter djup, har en yta på 0,256 kvadratkilometer och är belägen 108,2 meter över havet. Högsjön ligger i Vättlefjäll Natura 2000-område. Sjön avvattnas av vattendraget Kvarnabäcken.

## Delavrinningsområde
Högsjön ingår i det delavrinningsområde (641856-128414) som SMHI kallar för Mynnar i Lärjeån. Medelhöjden är 114 meter över havet och ytan är 11,21 kvadratkilometer. Det finns inga avrinningsområden uppströms utan avrinningsområdet är högsta punkten. Kvarnabäcken som avvattnar avrinningsområdet har biflödesordning 3, vilket innebär att vattnet flödar genom totalt 3 vattendrag innan det når havet efter 30 kilometer. Avrinningsområdet består mestadels av skog (71 procent) och jordbruk (14 procent). Avrinningsområdet har 0,69 kvadratkilometer vattenytor vilket ger det en sjöprocent på 6,2 procent.

## Bilder

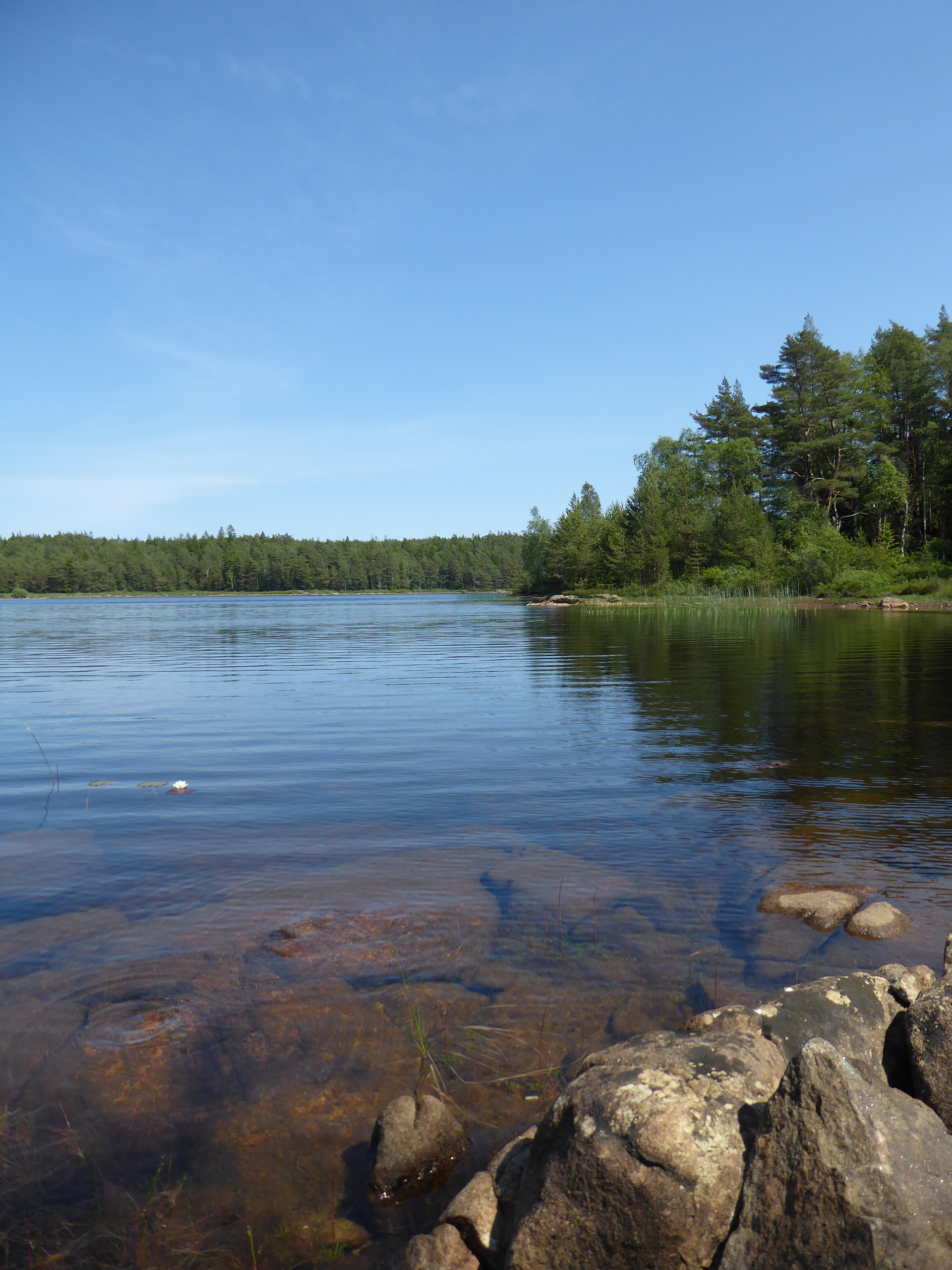
Högsjön söderifrån
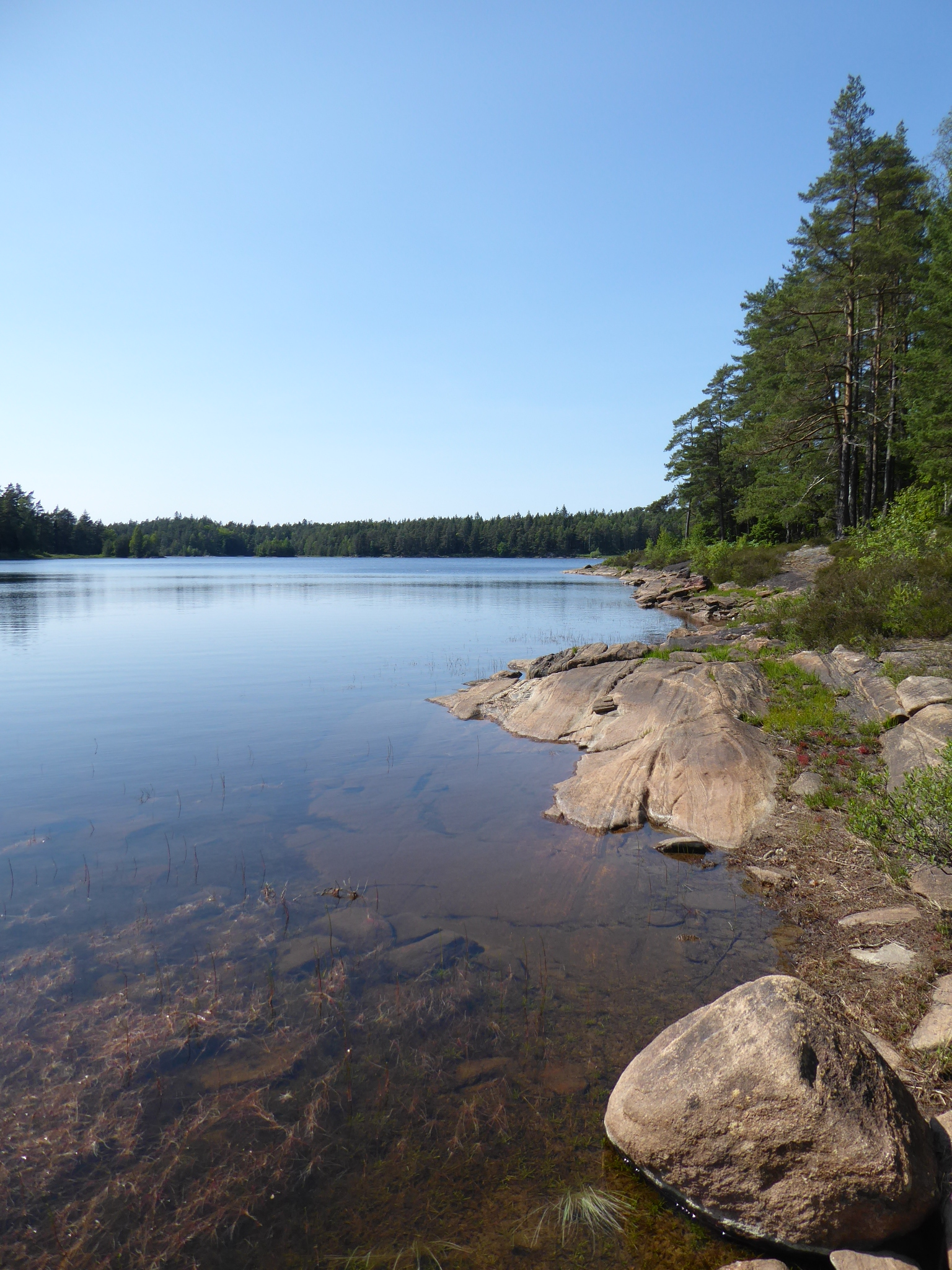
Högsjön österifrån
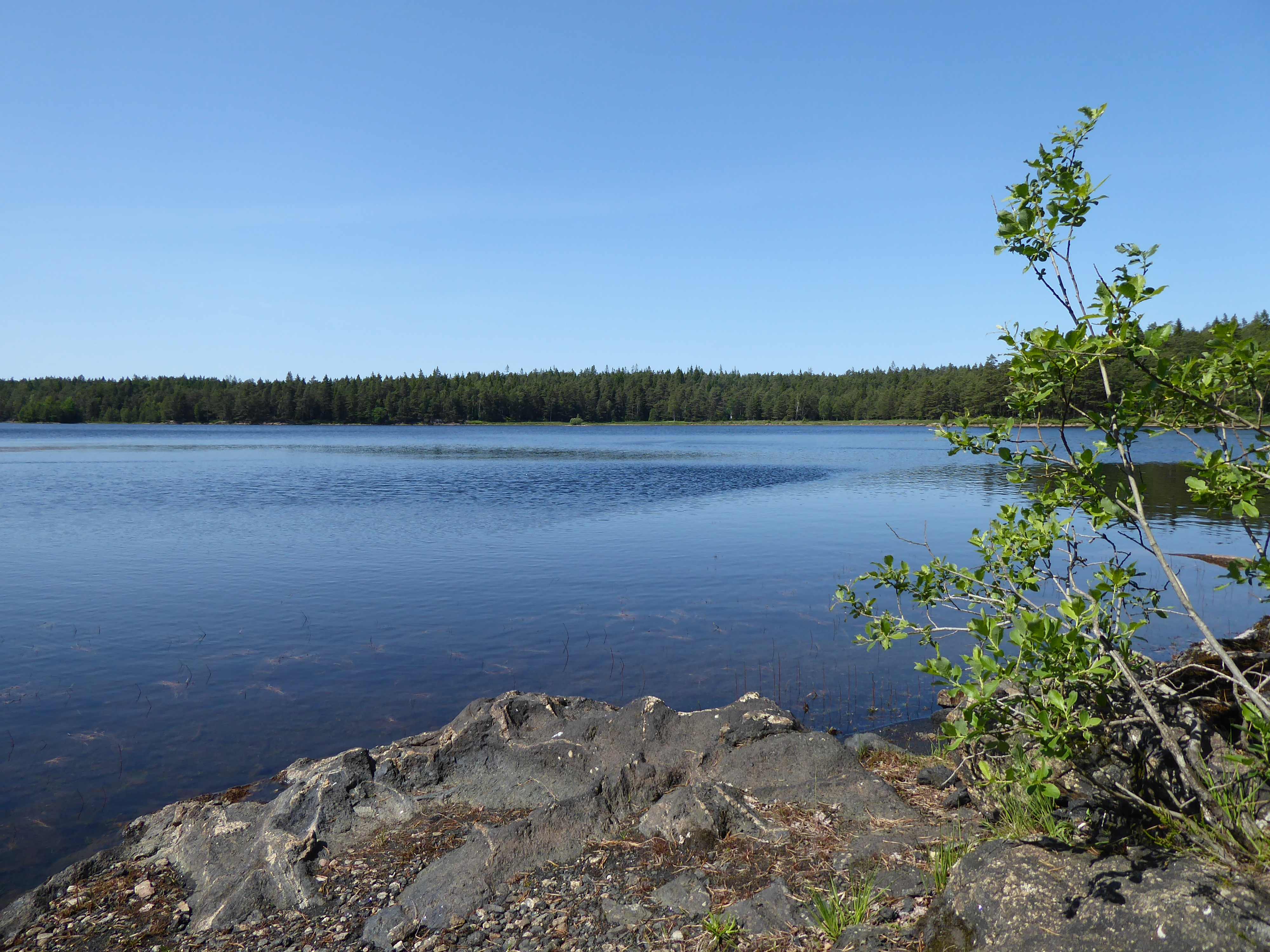
Högsjön från sydöst